# مقاطعة فردوس
مقاطعة فردوس (بالفارسية: شهرستان فردوس) هي مقاطعة تقع في خراسان الجنوبية في إيران.